# Французька академія наук

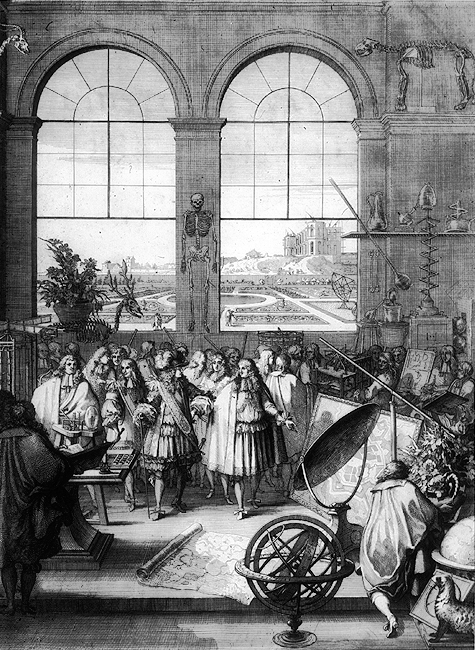
Король Франції Людовик XIV відвідує Академію наук

Французька академія наук (фр. Académie des sciences) — наукове товариство, засноване в 1666 королем Франції Людовиком XIV за пропозицією Жана-Батиста Кольбера для заохочення й захисту духу французьких наукових досліджень. Одна з перших в Європі академій наук, Французька академія наук була з часу свого заснування одним із лідерів наукових пошуків на континенті.
Наразі Французька академія наук є одним із п'яти товариств, які входять до Інституту Франції.

## Назва
У французькій назві фр. Académie des sciences слова Франція або французька не згадуються. Ці слова додають, щоб відрізнити цю Академію від інших. Часто вживається словосполучення Паризька академія наук на зразок Берлінської чи Петербурзької.

## Історія
Своїм виникненням в епоху правління Людовика XIV Академі де сьянс завдячує плану французького державного діяча Жана Батиста Кольбера організувати в країні загальну академію. До 60-х років XVII ст. вже існувала організована кардиналом Рішельє Академі франсез, перед якою стояло завдання піклуватися про стан французької мови. Кольбер уперше зібрав 22 грудня 1666 року в королівській бібліотеці невелику групу науковців, а потім проводив такі засідання кожних два тижні. У перші 30 років свого існування Академія наук не мала офіційного статусу. На відміну від Лондонського королівського товариства Академі де сьянс була утворена як урядовий орган. Від неї вимагалося стояти осторонь від політики й уникати дискусій на релігійні та соціальні теми. 20 січня 1699 року Людовик XIV офіційно затвердив правила Академії та її першу назву — Королівська академія наук. Академія базувалася в паризькому Луврі.
8 серпня 1793 року Академія наук була розпущена Національним конвентом — законодавчим органом Французької революції. Водночас були ліквідовані всі інші академії, а замість них утворений Національний інститут наук та мистецтв, куди одразу ж були переобрані всі члени колишніх академій, за винятком графа де Кассіні, правнука Джованні Доменіко Кассіні, який відмовився. У 1798 році членом Інституту став Наполеон I Бонапарт, як визнання цінності наукової частини Єгипетського походу.
Королівська академія наук була відновлена як автономний державний орган в 1816 році, водночас залишаючись складовою частиною Інституту Франції.
Під час Другої республіки Академія втратила в своїй назві слово «королівська». Тоді вона була підпорядкована міністерству громадського навчання.

## Склад
Члени Академії обираються довічно. У ній 150 повних членів, 150 членів-кореспондентів та 120 іноземних членів. Вони розділені на дві групи:
- математичні та фізичні науки;
- хімічні, біологічні, геологічні та медичні науки.

Кожну групу очолює постійний секретар.

## Наукові періодичні видання
До 1835 року Академія публікувала «Mémoires de l'Académie des Sciences», З 1835 по 1965 рік «Comptes rendus de l'Académie des sciences». Починаючи з 1965 року «Comptes rendus» розділені на кілька секцій, в наш час[коли?] на сім: Biologies, Chimie, Geoscience, Mathématique, Mécanique, Palevol, Physique.

## Наукові нагороди від Паризької академії наук
Преміальна та нагороджувальна система Паризької академії почала формуватися від 1721 року. Щороку Академія наук присуджувала декілька десятків наукових нагород, значну кількість яких було об'єднано у 1997 році в одну Велику медаль Французької академії наук (фр. La Grande médaille de l'Académie des sciences). Цю нагороду присуджують за значний внесок у розвиток науки. Має статус найвищої нагороди Академії. У 1997—2014 роках її вручали щорічно, з 2014 року — кожні два роки. Фонд премії створено в результаті злиття фондів премії Лаланда (1802) і Премії Бенжаміна Вальца (1874) у 1970 році, а потім у 1997 році ще зі 142 фундаціями наукових нагород.
Інші нагороди:
- Премію Річарда Лансбері[en] (фр. Prix Richard Lounsbery) — присуджують американським і французьким науковцям віком до 45 років на знак визнання «надзвичайних наукових досягнень у біології та медицині»[10].
- Премія Луї Башелє[en] (фр. Prix Louis-Bachelier) — наукова премія в галузі прикладної математики, яку вручають з 2007-го року кожні два роки. До 2016 року її присуджували за участі Французької академії наук, з 2016 року премію присуджує Лондонське математичне товариство.
- Премія Леконте[en] (фр. Prix Leconte) — премія, яку вручають з 1886 року на знак визнання важливих відкриттів у математиці, фізиці, хімії, природничій історії чи медицині[11].
- Медаль Жансена (фр. Médaille Janssen) — наукова нагорода у вигляді золотої медалі, яку вручають науковцю, який зробив вагомий внесок у розвиток астрофізики. Названа на часть астронома П'єра Жансена[7][12].

Колишні нагороди:
- Премію Лаланда (фр. Prix Lalande) вручали з 1802 по 1970 рік за внесок у розвиток астрономії. Премія заснована на честь французького астронома і математика Жозефа де Лаланда (1732—1807)[7].
- Премію Вальца[en] (фр. Prix Valz), вручали з 1877 по 1970 рік за досягнення в астрономії.
- Премія Понселе (фр. Prix Poncelet) — нагорода, яку вручали з 1868 до 1995 року за значний внесок у розвиток науки.